# Leichtathletik-Südamerikameisterschaften 2011
Die 47. Leichtathletik-Südamerikameisterschaften (span.: 47° Campeonato Sudamericano de Atletismo) fand vom 2. bis 5. Juni 2011 im Centro Nacional de Alto Rendimiento Deportivo in Buenos Aires statt. Die argentinische Hauptstadt war damit zum sechsten Mal Austragungsort der Meisterschaften und Argentinien zum insgesamt achten Mal Gastgeberland. Ausrichter war der südamerikanische Leichtathletik-Verband CONSUDATLE, vertreten durch den argentinischen Mitgliedsverband CADA. Medaillen wurden in 44 Wettbewerben, jeweils 22 für Männer und Frauen, vergeben. Die Veranstalter zählten 538 Teilnehmer, 301 Männer und 237 Frauen. Die Sieger qualifizierten sich automatisch für die drei Monate später stattfindenden Leichtathletik-Weltmeisterschaften in Daegu.

## Herausragende Leistungen und Athleten
Cristian Clocho aus Ecuador und Ingrid Hernández aus Kolumbien erzielten im 20.000-Meter-Bahngehen neue Südamerikarekorde. Darüber hinaus wurden in allen Wettbewerben sechs Meisterschaftsrekorde und siebzehn nationale Rekorde aufgestellt. Allerdings gelang nur der Brasilianerin Fabiana Murer im Stabhochsprung eine Weltjahresbestleistung.
Die erfolgreichsten Athleten waren die brasilianischen Sprinter Kléberson Davide und Ana Cláudia Silva mit jeweils zwei Goldmedaillen und einer Silbermedaille. Daneben gewannen auch Nilson André aus Brasilien und Rosibel García aus Kolumbien zwei Titel. Die brasilianische Rekordsiegerin Elisângela Adriano errang im Kugelstoßen ihre insgesamt 19. Medaille bei Südamerikameisterschaften.
Brasilien führte den Medaillenspiegel am Ende mit großem Vorsprung vor Kolumbien an und gewann beide Mannschaftswertungen. Bei den Männern ist das Land seit 1974 ungeschlagen, bei den Frauen gar seit 1971.

## Ergebnisse

### Männer

#### 100 m
| Platz | Athlet            | Land | Zeit (s) |
| ----- | ----------------- | ---- | -------- |
| 1     | Nilson André      | BRA  | 10,40    |
| 2     | Kael Becerra      | CHI  | 10,41    |
| 3     | Sandro Viana      | BRA  | 10,44    |
| 4     | Miguel Wilken     | ARG  | 10,66    |
| 5     | Michel Mary       | URU  | 10,68    |
| 6     | Franklin Nazareno | ECU  | 10,71    |
|       | Alonso Edward     | PAN  | DSQ      |
|       | Álvaro Gómez      | COL  | DNS      |

Finale: 2. Juni, 15:40 Uhr

Wind: 0,0 m/s

#### 200 m
| Platz | Athlet          | Land | Zeit (s) |
| ----- | --------------- | ---- | -------- |
| 1     | Daniel Grueso   | COL  | 20,90    |
| 2     | Mariano Jiménez | ARG  | 21,06    |
| 3     | Cristián Reyes  | CHI  | 21,09    |
| 4     | Kael Becerra    | CHI  | 21,20    |
| 5     | Michel Mary     | URU  | 21,30    |
| 6     | Ailson Feitosa  | BRA  | 22,07    |
| 7     | Roberto Murillo | COL  | 59,99    |
|       | Sandro Viana    | BRA  | DSQ      |

Finale: 4. Juni, 15:45 Uhr

Wind: 1,7 m/s

#### 400 m
| Platz | Athlet           | Land | Zeit (s) |
| ----- | ---------------- | ---- | -------- |
| 1     | Kléberson Davide | BRA  | 46,74    |
| 2     | Geiner Mosquera  | COL  | 47,19    |
| 3     | Luís Ambrosio    | BRA  | 47,57    |
| 4     | Augusto Stanley  | PAR  | 47,99    |
| 5     | Josue Iarritu    | ARG  | 48,09    |
| 6     | Fábio Martínez   | ARG  | 48,62    |
| 7     | Jorge Rojas      | CHI  | 48,90    |
| 8     | Julio Pérez      | PER  | 49,17    |

Finale: 3. Juni, 15:50 Uhr

#### 800 m
| Platz | Athlet            | Land | Zeit (min) |
| ----- | ----------------- | ---- | ---------- |
| 1     | Rafith Rodríguez  | COL  | 1:51,38    |
| 2     | Kléberson Davide  | BRA  | 1:52,42    |
| 3     | Sebastián Vega    | ARG  | 1:52,43    |
| 4     | Franco David Díaz | ARG  | 1:52,79    |
| 5     | Freddy Espinosa   | COL  | 1:53,77    |
| 6     | Eduardo Gregorio  | URU  | 1:53,91    |
| 7     | Julio Pérez       | PER  | 1:54,20    |
| 8     | Mauricio Valdivia | CHI  | 1:54,25    |

Finale: 4. Juni, 15:15 Uhr

#### 1500 m
| Platz | Athlet              | Land | Zeit (min) |
| ----- | ------------------- | ---- | ---------- |
| 1     | Leandro de Oliveira | BRA  | 3:45,55    |
| 2     | Hudson de Souza     | BRA  | 3:46,35    |
| 3     | Federico Bruno      | ARG  | 3:47,81    |
| 4     | Leslie Encina       | CHI  | 3:48,02    |
| 5     | Alexis Santiago     | VEN  | 3:48,69    |
| 6     | Iván Darío González | COL  | 3:48,90    |
| 7     | Mauricio Valdivia   | CHI  | 3:49,08    |
| 8     | Eduardo Gregorio    | URU  | 3:49,87    |

Finale: 3. Juni, 14:20 Uhr

#### 5000 m
| Platz | Athlet                  | Land | Zeit (min) |
| ----- | ----------------------- | ---- | ---------- |
| 1     | Javier Carriqueo        | ARG  | 13:58,27   |
| 2     | Víctor Aravena          | CHI  | 13:59,81   |
| 3     | Javier Guarín           | COL  | 14:00,64   |
| 4     | Marcelo Cabrini         | BRA  | 14:03,07   |
| 5     | José Magno Mota         | BRA  | 14:04,03   |
| 6     | Jhon Cusi               | PER  | 14:05,52   |
| 7     | Alexander de los Santos | URU  | 14:16,40   |
| 8     | Jorge Merida            | ARG  | 14:17,24   |

Finale: 2. Juni, 14:00 Uhr

#### 10.000 m
| Platz | Athlet                  | Land | Zeit (min) |
| ----- | ----------------------- | ---- | ---------- |
| 1     | Giovani dos Santos      | BRA  | 28:41,02   |
| 2     | Damião da Silva         | BRA  | 28:53,94   |
| 3     | Jhon Tello              | COL  | 28:56,46   |
| 4     | Jhon Cusi               | PER  | 28:56,50   |
| 5     | Javier Carriqueo        | ARG  | 29:06,04   |
| 6     | Alexander de los Santos | URU  | 29:29,84   |
| 7     | Miguel Barzola          | ARG  | 29:30,13   |
| 8     | Javier Guarín           | COL  | 29:30,39   |

Finale: 5. Juni, 13:00 Uhr

#### 110 m Hürden
| Platz | Athlet                  | Land | Zeit (s) |
| ----- | ----------------------- | ---- | -------- |
| 1     | Matheus Facho Inocêncio | BRA  | 13,70    |
| 2     | Jorge McFarlane         | PER  | 13,77    |
| 3     | Paulo César Villar      | COL  | 13,85    |
| 4     | Éder Antônio Souza      | BRA  | 13,98    |
| 5     | Luis Montenegro         | CHI  | 14,58    |
| 6     | Junior Castillo         | PER  | 14,77    |
| 7     | Víctor Arancibia        | CHI  | 14,79    |
| 8     | Mariano Romero          | ARG  | 14,87    |

Finale: 2. Juni, 14:50 Uhr

Wind: 0,3 m/s

#### 400 m Hürden
| Platz | Athlet                 | Land | Zeit (s) |
| ----- | ---------------------- | ---- | -------- |
| 1     | Andrés Silva           | URU  | 49,94    |
| 2     | Mahau Suguimati        | BRA  | 51,11    |
| 3     | Víctor Solarte         | VEN  | 51,13    |
| 4     | José Ignacio Pignataro | ARG  | 52,16    |
| 5     | João dos Santos Neto   | BRA  | 52,18    |
| 6     | Yeison Rivas           | COL  | 52,33    |
| 7     | Juan Pablo Maturana    | COL  | 52,51    |
| 8     | Christian Deymonnaz    | ARG  | 52,80    |

Finale: 3. Juni, 15:20 Uhr

#### 3000 m Hindernis
| Platz | Athlet               | Land | Zeit (min) |
| ----- | -------------------- | ---- | ---------- |
| 1     | Hudson de Souza      | BRA  | 8:36,53    |
| 2     | Marvin Blanco        | VEN  | 8:37,02    |
| 3     | Mariano Mastromarino | ARG  | 8:38,91    |
| 4     | Mario Bazán          | PER  | 8:39,38    |
| 5     | José Peña            | VEN  | 8:44,18    |
| 6     | Gerar Giraldo        | COL  | 8:44,48    |
| 7     | André de Santana     | BRA  | 8:48,01    |
| 8     | Enzo Yáñez           | CHI  | 8:49,13    |

Finale: 4. Juni, 13:50 Uhr

#### 4 × 100 m Staffel
| Platz | Athletin                                                           | Land        | Zeit (s) |
| ----- | ------------------------------------------------------------------ | ----------- | -------- |
| 1     | Carlos Roberto de Morães Sandro Viana Nilson André Ailson Feitosa  | Brasilien   | 39,87    |
| 2     | Isidro Montoya Geiner Mosquera Luis Carlos Nuñez Daniel Grueso     | Kolumbien   | 39,88    |
| 3     | Ignacio Rojas Cristián Reyes Kael Becerra Jorge Rojas              | Chile       | 40,83    |
| 4     | Leonardo Rodríguez Mariano Jiménez Miguel Wilken Juan Manuel Jasid | Argentinien | 41,02    |
| 5     | Luis Morán Franklin Nazareno Álex Quiñónez Hugo Chila              | Ecuador     | 41,90    |
| 6     | Jesus Leguizamon Joshua Jourdan Augusto Stanley Ernesto Stanley    | Paraguay    | 43,10    |

Finale: 5. Juni, 14:15 Uhr

#### 4 × 400 m Staffel
| Platz | Athletin                                                                | Land        | Zeit (min) |
| ----- | ----------------------------------------------------------------------- | ----------- | ---------- |
| 1     | Luís Eduardo Ambrósio Kléberson Davide Wagner Cardoso Hederson Estefani | Brasilien   | 3:08,95    |
| 2     | Yeison Rivas Geiner Mosquera Diego Palomeque Rafith Rodríguez           | Kolumbien   | 3:09,67    |
| 3     | Josué Iarritú Fabio Martínez Miguel Wilken Mariano Jiménez              | Argentinien | 3:13,30    |
| 4     | Jorge Rojas Luis Montenegro Ignacio Rojas Cristián Reyes                | Chile       | 3:15,58    |
|       | Jesus Leguizamon Joshua Jourdan Augusto Stanley Ernesto Stanley         | Paraguay    |            |

Finale: 5. Juni, 16:35 Uhr

#### 20.000 m Bahngehen
| Platz | Athlet                  | Land | Zeit (h)     |
| ----- | ----------------------- | ---- | ------------ |
| 1     | Andrés Chocho           | ECU  | 1:20:23,8 AR |
| 2     | Gustavo Adolfo Restrepo | COL  | 1:20:36,6 NR |
| 3     | Yerko Araya             | CHI  | 1:20:47,2 NR |
| 4     | Caio Bonfim             | BRA  | 1:20:58,5 NR |
| 5     | James Rendón            | COL  | 1:21:13,6    |
| 6     | Juan Manuel Cano        | ARG  | 1:23:09,0 NR |
| 7     | Mauricio Arteaga        | ECU  | 1:23:46,5    |
| 8     | Fabio González          | ARG  | 1:25:39,2    |

Finale: 5. Juni, 8:00 Uhr

#### Hochsprung
| Platz | Athletin         | Land | Weite (m) |
| ----- | ---------------- | ---- | --------- |
| 1     | Diego Ferrín     | ECU  | 2,23      |
| 2     | Guilherme Cobbo  | BRA  | 2,20 SB   |
| 3     | Carlos Layoy     | ARG  | 2,20 SB   |
| 4     | Wanner Miller    | COL  | 2,17      |
| 5     | Frederico Talles | BRA  | 2,17      |
| 6     | Santiago Guerci  | ARG  | 2,14 SB   |
| 7     | Carlos Izquierdo | COL  | 2,14      |

Finale: 3. Juni, 12:10 Uhr

#### Stabhochsprung
| Platz | Athletin            | Land | Weite (m) |
| ----- | ------------------- | ---- | --------- |
| 1     | Fábio da Silva      | BRA  | 5,35      |
| 2     | Germán Chiaraviglio | ARG  | 5,30      |
| 3     | Rubén Benitez       | ARG  | 4,90      |
| 4     | Augusto Dutra       | BRA  | 4,90      |
|       | Lenin Zambrano      | ECU  | NM        |

Finale: 5. Juni

#### Weitsprung
| Platz | Athletin         | Land | Weite (m) |
| ----- | ---------------- | ---- | --------- |
| 1     | Jorge McFarlane  | PER  | 7,95      |
| 2     | Rafael Mello     | BRA  | 7,85      |
| 3     | Daniel Pineda    | CHI  | 7,82      |
| 4     | Víctor Castillo  | VEN  | 7,72      |
| 5     | Rogério Bispo    | BRA  | 7,71      |
| 6     | Hugo Chila       | ECU  | 7,38      |
| 7     | Maximiliano Díaz | ARG  | 7,26      |
| 8     | Federico Acha    | ARG  | 6,77      |

Finale: 5. Juni, 13:35 Uhr

#### Dreisprung
| Platz | Athletin                | Land | Weite (m) |
| ----- | ----------------------- | ---- | --------- |
| 1     | Maximiliano Diáz        | ARG  | 16,51 NR  |
| 2     | Jonathan Henrique Silva | BRA  | 16,45     |
| 3     | Jefferson Dias Sabino   | BRA  | 16,45     |
| 4     | Marcelo Pichipil        | ARG  | 14,97     |
| 5     | Ivan Ortiz              | BOL  | 14,02     |
|       | Jhon Murillo            | COL  | NM        |

Finale: 4. Juni, 14:30 Uhr

#### Kugelstoßen
| Platz | Athletin           | Land | Weite (m) |
| ----- | ------------------ | ---- | --------- |
| 1     | Germán Lauro       | ARG  | 19,61     |
| 2     | Edder Moreno       | COL  | 18,93     |
| 3     | Maximiliano Alonso | CHI  | 17,95     |
| 4     | Ronald Julião      | BRA  | 17,88     |
| 5     | Nicolas Martina    | ARG  | 17,84     |
| 6     | Aldo Gonzales      | BOL  | 16,76     |
| 7     | Douglas Ataide     | BRA  | 16,70     |
| 8     | Diego Osorio       | CHI  | 16,51     |

Finale: 2. Juni, 12:40 Uhr

#### Diskuswurf
| Platz | Athletin           | Land | Weite (m) |
| ----- | ------------------ | ---- | --------- |
| 1     | Ronald Julião      | BRA  | 62,72 CR  |
| 2     | Germán Lauro       | ARG  | 59,98     |
| 3     | Jesús Parejo       | VEN  | 57,42     |
| 4     | Carlos Valle       | BRA  | 57,19     |
| 5     | Jorge Balliengo    | ARG  | 56,82     |
| 6     | Maximiliano Alonso | CHI  | 54,02     |
| 7     | Rodolfo Casanova   | URU  | 51,31     |

Finale: 4. Juni, 14:40 Uhr

#### Hammerwurf
| Platz | Athletin           | Land | Weite (m) |
| ----- | ------------------ | ---- | --------- |
| 1     | Juan Ignacio Cerra | ARG  | 72,12     |
| 2     | Wágner Domingos    | BRA  | 70,65     |
| 3     | Allan Wolski       | BRA  | 66,85     |
| 4     | Roberto Saez       | CHI  | 64,94     |
| 5     | Fabian Di Paolo    | ARG  | 62,25     |
| 6     | Freimar Arias      | COL  | 60,14     |
| 7     | Jacobo Saldarriaga | COL  | 58,02     |
| 8     | Braulio Guillermo  | ECU  | 55,42     |

Finale: 3. Juni, 13:10 Uhr

#### Speerwurf
| Platz | Athletin                | Land | Weite (m) |
| ----- | ----------------------- | ---- | --------- |
| 1     | Arley Ibargüen          | COL  | 73,61     |
| 2     | Dayron Marquéz          | COL  | 73,15     |
| 3     | Víctor Fatecha          | PAR  | 72,51     |
| 4     | Braian Toledo           | ARG  | 71,05     |
| 5     | Júlio César de Oliveira | BRA  | 70,94     |
| 6     | Jander Nunes            | BRA  | 69,53     |
| 7     | Diego Moraga            | CHI  | 66,90     |
| 8     | Tomas Guerra            | CHI  | 66,51     |

Finale: 5. Juni, 13:40 Uhr

#### Zehnkampf
| Platz | Athletin               | Land | Punkte  |
| ----- | ---------------------- | ---- | ------- |
| 1     | Luiz Alberto de Araújo | BRA  | 7944 CR |
| 2     | Román Gastaldi         | ARG  | 7545    |
| 3     | Georni Jaramillo       | VEN  | 7051    |
| 4     | Fernando Korniejczuk   | ARG  | 6777    |
| 5     | Anderson Venâncio      | BRA  | 6619    |
| 6     | Esteban Salgado        | COL  | 6369    |
| 7     | José Gabriel Ramirez   | PAR  | 4772    |
| -     | Oscar Mina             | ECU  | DNF     |

Finale: 2.–3. Juni

### Frauen

#### 100 m
| Platz | Athlet                 | Land | Zeit (s) |
| ----- | ---------------------- | ---- | -------- |
| 1     | Ana Cláudia Silva      | BRA  | 11,46    |
| 2     | Yomara Hinestroza      | COL  | 11,63    |
| 3     | Rosemar Coelho Neto    | BRA  | 11,80    |
| 4     | María Alejandra Idrobo | COL  | 11,84    |
| 5     | Érika Chávez           | ECU  | 11,92    |
| 6     | Daniela Pávez          | CHI  | 11,93    |
| 7     | Ramona van der Vloot   | SUR  | 12,16    |
| 8     | Carolina Díaz          | CHI  | 12,23    |

Finale: 2. Juni, 15:25 Uhr

Wind: 0,1 m/s

#### 200 m
| Platz | Athlet                  | Land | Zeit (s) |
| ----- | ----------------------- | ---- | -------- |
| 1     | Ana Cláudia Silva       | BRA  | 23,18    |
| 2     | Norma González          | COL  | 23,22    |
| 3     | Jaílma de Lima          | BRA  | 23,54    |
| 4     | Érika Chávez            | ECU  | 23,74    |
| 5     | Yomara Hinestroza       | COL  | 23,88    |
| 6     | María Fernanda Mackenna | CHI  | 24,56    |
| 7     | Isidora Jiménez         | CHI  | 24,56    |
| 8     | Nancy Garcés Hurtado    | VEN  | 24,64    |

Finale: 4. Juni, 15:30 Uhr

Wind: 0,4 m/s

#### 400 m
| Platz | Athlet                   | Land | Zeit (s) |
| ----- | ------------------------ | ---- | -------- |
| 1     | Norma González           | COL  | 52,12    |
| 2     | Jennifer Padilla         | COL  | 52,55    |
| 3     | Geisa Aparecida Coutinho | BRA  | 52,84    |
| 4     | Joelma Sousa             | BRA  | 53,42    |
| 5     | Nancy Garcés Hurtado     | VEN  | 55,68    |
| 6     | María Fernanda Mackenna  | CHI  | 55,80    |
| 7     | María Diogo              | ARG  | 56,52    |
| 8     | Gisela Hernández         | ARG  | 58,71    |

Finale: 3. Juni, 13:20 Uhr

#### 800 m
| Platz | Athlet                | Land | Zeit (min) |
| ----- | --------------------- | ---- | ---------- |
| 1     | Rosibel García        | COL  | 2:04,76    |
| 2     | Andrea Ferris         | PAN  | 2:05,13    |
| 3     | Muriel Coneo          | COL  | 2:05,25    |
| 4     | Christiane dos Santos | BRA  | 2:06,04    |
| 5     | Jessica dos Santos    | BRA  | 2:08,17    |
| 6     | Daisy Urgarte         | BOL  | 2:06,96    |
| 7     | Ana Ailín Funes       | ARG  | 2:09,31 PB |
| 8     | Mariana Borelli       | ARG  | 2:09,59    |

Finale: 4. Juni, 15:00 Uhr

#### 1500 m
| Platz | Athlet                | Land | Zeit (min) |
| ----- | --------------------- | ---- | ---------- |
| 1     | Rosibel García        | COL  | 4:22,18    |
| 2     | Tatiele de Carvalho   | BRA  | 4:22,94    |
| 3     | Sandra Amarillo       | ARG  | 4:23,94    |
| 4     | Muriel Coneo          | COL  | 4:24,16    |
| 5     | Nancy Gallo           | ARG  | 4:24,55    |
| 6     | Simone Alves da Silva | BRA  | 4:26,48    |
| 7     | Maria Caballero       | PAR  | 4:46,87    |
| 8     | Marlene Acuña         | ECU  | 4:57,45    |

Finale: 3. Juni, 14:00 Uhr

#### 5000 m
| Platz | Athlet                    | Land | Zeit (min)  |
| ----- | ------------------------- | ---- | ----------- |
| 1     | Fabiana Cristine da Silva | BRA  | 15:39,67 CR |
| 2     | Rosa Godoy                | ARG  | 15:43,36 NR |
| 3     | Cruz da Silva             | BRA  | 15:43,91    |
| 4     | Nadia Rodríguez           | ARG  | 15:53,99    |
| 5     | Wilma Arizapana           | PER  | 16:41,25    |
| 6     | Yolanda Fernández         | COL  | 16:47,93    |
| 7     | Yoni Ninahuaman           | PER  | 16:54,38    |

Finale: 2. Juni, 13:30 Uhr

#### 10.000 m
| Platz | Athlet                | Land | Zeit (min) |
| ----- | --------------------- | ---- | ---------- |
| 1     | Simone Alves da Silva | BRA  | 31:59,11   |
| 2     | Rosa Godoy            | ARG  | 32:51,10   |
| 3     | Cruz da Silva         | BRA  | 32:53,72   |
| 4     | Julia Rivera          | PER  | 34:13,70   |
| 5     | Yolanda Fernández     | COL  | 34:17,69   |
| 6     | Ángela Figueroa       | COL  | 34:22,45   |
| 7     | Hortencia Arzapalo    | PER  | 35:26,10   |
| 8     | Karina Cordoba        | ARG  | 35:27,59   |

Finale: 5. Juni, 14:30 Uhr

#### 100 m Hürden
| Platz | Athlet                 | Land | Zeit (s) |
| ----- | ---------------------- | ---- | -------- |
| 1     | Brigitte Merlano       | COL  | 13,07    |
| 2     | Maíla Machado          | BRA  | 13,22    |
| 3     | Lina Flórez            | COL  | 13,23    |
| 4     | Agustina Zerboni       | ARG  | 13,54    |
| 5     | Giselle de Albuquerque | BRA  | 13,73    |
| 6     | Ljubica Milos          | CHI  | 13,96    |
| 7     | Daniela Castilo        | ECU  | 15,14    |
| 8     | Anna Wickzen           | PAR  | 15,70    |

Finale: 2. Juni, 15:10 Uhr

Wind: 0,3 m/s

#### 400 m Hürden
| Platz | Athlet            | Land | Zeit (s) |
| ----- | ----------------- | ---- | -------- |
| 1     | Jaílma de Lima    | BRA  | 57,13    |
| 2     | Princesa Oliveros | COL  | 58,07    |
| 3     | Déborah Rodríguez | URU  | 58,63    |
| 4     | Elaine Paixão     | BRA  | 58,64    |
| 5     | Lucy Jaramillo    | ECU  | 60,97    |
| 6     | Belén Casetta     | ARG  | 61,60    |
| 7     | Javiera Errazuriz | CHI  | 62,56    |
| 8     | Soledad Chiriotti | ARG  | 63,91    |

Finale: 3. Juni, 15:00 Uhr

#### 3000 m Hindernis
| Platz | Athlet            | Land | Zeit (min) |
| ----- | ----------------- | ---- | ---------- |
| 1     | Ángela Figueroa   | COL  | 09:58,00   |
| 2     | Eliane da Silva   | BRA  | 10:22,96   |
| 3     | Jovana de la Cruz | PER  | 10:24,67   |
| 4     | Sabine Heitling   | BRA  | 10:28,34   |
| 5     | Yoni Ninahuaman   | PER  | 10:37,81   |
| 6     | Florencia Borelli | ARG  | 10:54,33   |
| 7     | Marlene Acuña     | ECU  | 11:00,33   |
| 8     | Dayana Pérez      | VEN  | 11:02,91   |

Finale: 4. Juni, 13:30 Uhr

#### 4 × 100 m Staffel
| Platz | Land        | Athleten                                                                   | Zeit (s) |
| ----- | ----------- | -------------------------------------------------------------------------- | -------- |
| 1     | Kolumbien   | Eliecith Palacios María Alejandra Idrobo Yoamara Hinestroza Norma González | 44,11    |
| 2     | Brasilien   | Rosemar Coelho Neto Vanda Gomes Ana Cláudia Silva Franciela Krasucki       | 44,56    |
| 3     | Chile       | María Carolina Díaz María Fernanda Mackenna Isidora Jiménez Daniela Pavez  | 46,42    |
| 4     | Argentinien | María Diogo Leonela Graciani María Florencia Lamboglia Constanza Eckhardt  | 47,63    |
| -     | Paraguay    | Anna Wickzen Dana Jourdan Nancy Fretes Mariza Karabia                      | DNF      |

Finale: 5. Juni, 14:00 Uhr

#### 4 × 400 m Staffel
| Platz | Land        | Athleten                                                                 | Zeit (s) |
| ----- | ----------- | ------------------------------------------------------------------------ | -------- |
| 1     | Brasilien   | Geisa Aparecida Coutinho Aline dos Santos Joelma Sousa Jaílma de Lima    | 3:31,66  |
| 2     | Kolumbien   | María Alejandra Idrobo Evelis Aguilar Princesa Oliveros Jennifer Padilla | 3:37,66  |
| 3     | Chile       | Javiera Errazuriz Isidora Jiménez Paula Goni María Fernanda Mackenna     | 3:49,51  |
| 4     | Argentinien | María Diogo Virginia Cardozo Nancy Gallo Belén Casetta                   | 3:52,52  |
| -     | Paraguay    | Anna Wickzen Fatima Amarilla Nancy Fretes María Cristina Caballero       | DNS      |

Finale: 5. Juni, 16:20 Uhr

#### 20.000 m Bahngehen
| Platz | Athlet            | Land | Zeit (h)     |
| ----- | ----------------- | ---- | ------------ |
| 1     | Ingrid Hernández  | COL  | 1:32:09,4 AR |
| 2     | Milángela Rosales | VEN  | 1:32:17,6 NR |
| 3     | Arabelly Orjuela  | COL  | 1:32:48,7    |
| 4     | Yadira Guamán     | ECU  | 1:33:18,0 NR |
| 5     | Cisiane Lopes     | BRA  | 1:35:49,6    |
| 6     | Érica de Sena     | BRA  | 1:40:24,3    |
| 7     | Geovana Irusta    | BOL  | 1:42:42,0    |
| 8     | Fariluz Morales   | PER  | 1:42:48,6    |

Finale: 5. Juni, 10:00 Uhr

#### Hochsprung
| Platz | Athletin              | Land | Weite (m) |
| ----- | --------------------- | ---- | --------- |
| 1     | Marielys Rojas        | VEN  | 1,80      |
| 2     | Betsabé Páez          | ARG  | 1,77      |
| 3     | Aline Fernanda Santos | BRA  | 1,77      |
| 4     | Monica Araujo         | BRA  | 1,74      |
| 5     | Jorgelina Rodríguez   | ARG  | 1,71      |
| 5     | Florencia Vergara     | CHI  | 1,71      |
| 7     | Nulfa Palacios        | COL  | 1,60      |

Finale: 3. Juni, 14:40 Uhr

#### Weitsprung
| Platz | Athletin          | Land | Weite (m) |
| ----- | ----------------- | ---- | --------- |
| 1     | Maurren Maggi     | BRA  | 6,52      |
| 2     | Keila Costa       | BRA  | 6,45      |
| 3     | Caterine Ibargüen | COL  | 6,45      |
| 4     | Daniela Pávez     | CHI  | 6,10      |
| 5     | Macarena Reyes    | CHI  | 5,89      |
| 6     | Munich Tovar      | VEN  | 5,83      |
| 7     | Melisa Valencia   | COL  | 5,73      |
| 8     | Lindy García      | BOL  | 5,48      |

Finale: 2. Juni, 11:00 Uhr

#### Stabhochsprung
| Platz | Athletin          | Land | Weite (m)  |
| ----- | ----------------- | ---- | ---------- |
| 1     | Fabiana Murer     | BRA  | 4,70 WL CR |
| 2     | Karla da Silva    | BRA  | 4,00       |
| 3     | Milena Agudelo    | COL  | 3,90       |
| 4     | Daniela Inchausti | ARG  | 3,90       |
| 5     | Jessica Fu        | PER  | 3,50       |
| 6     | Catalina Amarilla | PAR  | 3,50       |
|       | Alejandra García  | ARG  | NM         |

Finale: 2. Juni, 14:25 Uhr

#### Dreisprung
| Platz | Athletin           | Land | Weite (m) |
| ----- | ------------------ | ---- | --------- |
| 1     | Caterine Ibargüen  | COL  | 14,59     |
| 2     | Keila Costa        | BRA  | 13,96     |
| 3     | Gisele de Oliveira | BRA  | 13,43     |
| 4     | Giselly Landázury  | COL  | 12,90     |
| 5     | Yudelsi González   | VEN  | 12,87     |
| 6     | Mayra Pachito      | ECU  | 12,32     |
| 7     | Paula Pitzinger    | ARG  | 12,19     |
| 8     | Lindy García       | BOL  | 12,12     |

Finale: 4. Juni, 12:10 Uhr

#### Kugelstoßen
| Platz | Athletin            | Land | Weite (m) |
| ----- | ------------------- | ---- | --------- |
| 1     | Natalia Duco        | CHI  | 17,15     |
| 2     | Elisângela Adriano  | BRA  | 16,55     |
| 3     | Ángela Rivas        | COL  | 16,15     |
| 4     | Andrea Maria Britto | BRA  | 16,02     |
| 5     | Alessandra Gamboa   | PER  | 15,46     |
| 6     | Sandra Lemos        | COL  | 15,38     |
| 7     | Rocío Comba         | ARG  | 14,67     |
| 8     | Noelia Sersen       | ARG  | 14,54     |

Finale: 2. Juni, 14:20 Uhr

#### Diskuswurf
| Platz | Athletin           | Land | Weite (m) |
| ----- | ------------------ | ---- | --------- |
| 1     | Andressa de Morais | BRA  | 57,54     |
| 2     | Karen Gallardo     | CHI  | 54,91     |
| 3     | Fernanda Borges    | BRA  | 54,18     |
| 4     | Rocío Comba        | ARG  | 53,67     |
| 5     | Johana Martínez    | COL  | 51,30     |
| 6     | Maia Ibel Varela   | ARG  | 42,79     |
| 7     | Fatima Ramos       | PER  | 37,56     |

Finale: 4. Juni, 12:30 Uhr

#### Hammerwurf
| Platz | Athletin           | Land | Weite (m) |
| ----- | ------------------ | ---- | --------- |
| 1     | Jennifer Dahlgren  | ARG  | 72,70 CR  |
| 2     | Johana Moreno      | COL  | 68,53     |
| 3     | Rosa Rodríguez     | VEN  | 67,28     |
| 4     | Josiane Soares     | BRA  | 61,77     |
| 5     | Odette Palma       | CHI  | 60,83     |
| 6     | Johana Ramírez     | COL  | 59,73     |
| 7     | Anna Paula Pereira | BRA  | 58,55     |
| 8     | Marcela Solano     | CHI  | 54,29     |

Finale: 2. Juni, 15:15 Uhr

#### Speerwurf
| Platz | Athletin              | Land | Weite (m) |
| ----- | --------------------- | ---- | --------- |
| 1     | María Lucelly Murillo | COL  | 55,85     |
| 2     | Leryn Franco          | PAR  | 55,66 NR  |
| 3     | Alessandra Resende    | BRA  | 54,61     |
| 4     | Laila Ferrer de Silva | BRA  | 53,67     |
| 5     | Katryna Subeldía      | PAR  | 50,14     |
| 6     | Barbara López         | ARG  | 49,25     |
| 7     | Flor Ruíz             | COL  | 48,78     |
| 8     | Romina Maggi          | ARG  | 47,26     |

Finale: 5. Juni, 12:30 Uhr

#### Siebenkampf
| Platz | Athletin           | Land | Punkte |
| ----- | ------------------ | ---- | ------ |
| 1     | Vanessa Spínola    | BRA  | 5428   |
| 2     | Agustina Zerboni   | ARG  | 5226   |
| 3     | Melry Caldeira     | BRA  | 5208   |
| 4     | Ana Camila Pirelli | PAR  | 5115   |
| 5     | Melisa Valencia    | COL  | 4950   |
| 6     | Carolina Castillo  | CHI  | 4874   |
| 7     | Mariza Karabia     | PAR  | 4292   |
|       | Macarena Reyes     | CHI  | DNF    |

Finale: 4.–5. Juni

## Medaillenspiegel
| Medaillenspiegel Endstand nach 44 Entscheidungen | Medaillenspiegel Endstand nach 44 Entscheidungen | Medaillenspiegel Endstand nach 44 Entscheidungen | Medaillenspiegel Endstand nach 44 Entscheidungen | Medaillenspiegel Endstand nach 44 Entscheidungen | Medaillenspiegel Endstand nach 44 Entscheidungen |
| Platz                                            | Land                                             | Gold                                             | Silber                                           | Bronze                                           | Gesamt                                           |
| ------------------------------------------------ | ------------------------------------------------ | ------------------------------------------------ | ------------------------------------------------ | ------------------------------------------------ | ------------------------------------------------ |
| 1                                                | Brasilien                                        | 21                                               | 16                                               | 14                                               | 51                                               |
| 2                                                | Kolumbien                                        | 12                                               | 12                                               | 9                                                | 33                                               |
| 3                                                | Argentinien                                      | 5                                                | 8                                                | 7                                                | 20                                               |
| 4                                                | Ecuador                                          | 2                                                | 0                                                | 0                                                | 2                                                |
| 5                                                | Chile                                            | 1                                                | 3                                                | 7                                                | 11                                               |
| 6                                                | Venezuela                                        | 1                                                | 2                                                | 4                                                | 7                                                |
| 7                                                | Peru                                             | 1                                                | 1                                                | 1                                                | 3                                                |
| 8                                                | Uruguay                                          | 1                                                | 0                                                | 1                                                | 2                                                |
| 9                                                | Paraguay                                         | 0                                                | 1                                                | 1                                                | 2                                                |
| 10                                               | Panama                                           | 0                                                | 0                                                | 1                                                | 1                                                |